# Gnidia fraterna
Gnidia fraterna är en tibastväxtart som först beskrevs av N. E. Brown, och fick sitt nu gällande namn av Henry Phillips. Gnidia fraterna ingår i släktet Gnidia och familjen tibastväxter. Inga underarter finns listade i Catalogue of Life.